# Каштанов, Владимир Константинович
Владимир Константинович Каштанов (род. 16 февраля 1973, Темиртау, Карагандинская область) — советский и казахстанский футболист, полузащитник. Работает учителем физической культуры в МБОУ СОШ № 31 г. Мытищи.

## Биография
Владимир Константинович Каштанов родился 16 февраля 1973 года в городе Темиртау Карагандинской области Казахской ССР, ныне Республика Казахстан.
Начинал карьеру в команде второй низшей лиги первенства СССР «Булат» Темиртау в 1990—1991 годах. Сезон-1992 начал в составе «Булата» в чемпионате Казахстана, затем перешёл в российский клуб «Волочанин» Вышний Волочёк, за который играл во второй и третьей лигах. Первую половину 1995 года провёл в команде второй лиги «Сибирь» Курган, после чего вернулся в чемпионат Казахстана, где выступал за «Булат» Темиртау (1995—1996), «Восток-Адиль» / «Восток» Усть-Каменогорск (1997—1998), «Женис» Астана (1999—2000), «Шахтёр» Караганда (2001—2002, 2003—2006), «Тобол» Кустанай (2002), «Кайсар» Кзыл-Орда (2007), «Энергетик-2» Экибастуз (2008). Завершил карьеру в команде первой лиги «Булат-АМТ» Темиртау (2008—2011).
С 2014 года играет в московской ветеранской лиге 8х8 (Игрок клубов: Кузьминки Форест (ВФЛ 43+, Ветеранская лига 43+), Проект 21 (ЛФЛ ветераны, Северная Лига)) Работает учителем физической культуры в муниципальном бюджетном общеобразовательном учреждении «Средняя общеобразовательная школа № 31», город Мытищи Московской области.